# Ceann Trá

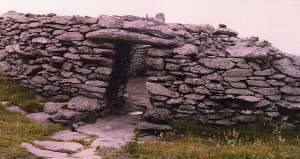
Dunbeg Fort

Ceann Trá (conegut en anglès com a Ventry, anglicització de Fionntrá) és una vila d'Irlanda, a la Gaeltacht del comtat de Kerry, a la província de Munster. Es troba a la península de Dingle, a 7 quilòmetres a l'oest de Dingle.
A sis quilòmetres a l'oest de Ceann Trá, hi ha les ruïnes de la fortificació de Dunbeg (An Dún Beag), construïda a l'edat de ferro, al límit d'un penya-segat. Vora Dunbeg, hi ha les ruïnes de Kilvickadownig, que inclouen una casa rusc i la tomba de Caol o Cháil Mic Crimthainn, l'últim heroi conegut del cicle fenià, que va morir a la Batalla de Ceann Trá.
Un lloc interessant a la parròquia de Ceann Trá és el castell de Rahinnane, que fou la residència del cavaller de Kerry fins a la conquista d'Irlanda per Oliver Crownwell. El castell fou construït sobre un antic fort circular, que tenia parets de sis metres que li donaven l'aparença de tenir un fossat, encara que no n'hi hagué mai cap. El castell de Rahinnane encara té unes escales de pedra petites i estretes des del primer al segon pis, que poden ser escalades acuradament.
Ceann Trá fou llar de Páidí Ó Sé, famós futbolista de Kerry, que va regentar un pub a la parròquia fins a la seva mort, el 2012. També hi va viure el musicòleg Canon James Goodman.